# Эски-Кайнун-Су
Эски-Кайнун-Су — источник в Крыму, на территории большой Алушты, относится к бассейну реки Демерджи. Расположен на юго-западном склоне массива Демерджи, в районе Демерджийского обвала (хаоса), в бывшем селении Демерджи, до обвала 1894 года и перенесения деревни на современное место, на современных туркартах подписан, как Демерджи и фактически состоит из двух родников: естественного и обустроенного каптажа с фонтаном. Высота над уровнем моря — 630 м.
Дебет источника в отчёте Партии Крымских Водных Изысканий «Материалы по водным изысканиям в Крыму. Гидрометрический отдел. Выпуск 3. Источники горной части Крымского полуострова. Часть V. Источники Алуштинского, Куру-узеньского и Отузского гидрометрических районов» 1917 года определён в 23800 вёдер в сутки (примерно 3,4 л/сек) с температурой воды 6—9° R (около 10 °C).
Первое упоминание родника встречается в путеводителе Н. А. Головкинского 1894 года, в котором высказано мнение, что в период существования деревни он назывался Ай-Костанди (Св. Константина), а впоследствии гидроним перенесли на родник в новом селении, а за старым закрепилось название Эски-Кайнун-Су, что можно трактовать, как родник старой деревни. В работе Николая Рухлова «Обзор речных долин горной части Крыма» 1915 года Эски-Кайнун-Су не упомянут, но подробно описан Ай-Костанди — есть мнение, что Рухлов называл родник старым именем. После обвалов 1894 и 1898 года район Хаоса становится популярен среди отдыхающих и маршрут включается в путеводители Бумбера, где описывается обязательный привал на роднике Эски-Кайнун-Су.
Историки придерживаются мнения, что их этого источника в средневековье был проложен водопровод из гончарных труб, питавший водой крепость Фуну. Некоторые исследователи допускают тождество описанного Петром Кеппеном родника Мандрия-Чешме (78. Mandria-Tscheschme, oder Jukary-Tscheschme (Obere Quelle), den 24 April (6 Mai) 1834, Nachmittags um ½ 5 Uhr, bei +13,3° R).